# Ayan Sadakov
Ayan Fiakov Sadakov (en bulgare : Аян Фякoв Садъков), parfois écrit Anjo Sadkov, né le 26 septembre 1961 à Plovdiv et mort le 1er juillet 2017 dans la même ville, est un joueur international et entraîneur de football bulgare.

## Biographie

### En club
Ayan Sadakov évolue au poste de milieu de terrain. Il commence sa carrière au Lokomotiv Plovdiv. Il y reste douze saisons, de 1977 à 1989, évoluant en première et en deuxième division du championnat de Bulgarie. De 1981 à 1987, il inscrit à chaque fois plus de 10 buts en championnat, avec en particulier 19 buts lors de la saison 1984-1985, passée en deuxième division.
En 1989, à 28 ans, il quitte la Bulgarie pour l'Europe de l'Ouest, en signant avec l'Os Belenenses au Portugal. Il y reste deux saisons et demie, disputant notamment un match en Coupe d'Europe des vainqueurs de coupe lors de la saison 1989-1990. 
Il rentre ensuite Bulgarie, où il retrouve le Lokomotiv. Il se classe troisième du championnat de Bulgarie en 1992, ce qui constitue sa meilleure performance, même si, à titre personnel, il ne joue que très peu. Ce classement lui permet de participer à la Coupe de l'UEFA la saison suivante.
Il termine sa carrière au Botev Plovdiv de 1994 à 1996. Avec cette dernière équipe, il se classe une nouvelle fois troisième du championnat de Bulgarie, lors de la saison 1994-1995, même s'il est rarement titulaire. Cela lui permet à nouveau de prendre part à la Coupe de l'UEFA, lors de la saison 1995-1996.

### En équipe de Bulgarie
Ayan Sadakov réalise une longue carrière en équipe de Bulgarie, où il débute en 1981. Il est un des hommes forts de la sélection lors de la Coupe du monde 1986, compétition lors de laquelle il joue quatre matchs, en étant éliminé par le Mexique au stade des huitièmes de finale. 
Avec la Bulgarie, il est l'auteur d'un doublé lors d'un match amical contre l'Algérie en août 1983. Il inscrit également deux buts comptant pour les éliminatoires de l'Euro 1988 lors du mois d'avril 1987. Il s'illustre aussi lors des tours préliminaires du mondial 1990, en inscrivant le but de l'égalisation lors d'un match face au Danemark.
Il est capitaine de la sélection en à neuf reprises lors de l'année 1988. Son départ au Portugal lors de l'été 1989 met un terme à sa carrière en sélection, celui-ci ne disputant qu'un tout dernier match en avril 1991. Il compte au total 80 apparitions et 9 buts avec l'équipe nationale, entre 1981 et 1991. 

### Reconversion comme entraîneur
Ayan Sadakov reste après sa carrière dans l'environnement du Lokomotiv Plovdiv, club dont il est nommé entraîneur à trois reprises : en 2000, brièvement, puis pour la saison 2005-2006, et enfin en septembre 2008, après le licenciement de Dragi Kanatlarovski (en). Il reste en poste jusqu'à l'été suivant.
En 2010, il est nommé sélectionneur de l'équipe de Bulgarie espoirs[réf. nécessaire]. Puis, de 2011 à 2014, il dirige l'équipe de Bulgarie des moins de 19 ans.

### Maladie et décès
En 2014, il lui est diagnostiqué une sclérose latérale amyotrophique, dont il meurt le 1er juillet 2017, à l'âge de 55 ans.